# Дољани (Јабланица)
Дољани су насељено мјесто у Босни и Херцеговини, у општини Јабланица, које административно припада Федерацији Босне и Херцеговине. Према попису становништва из 2013. у насељу је живјело 483 становника.

## Становништво
| Националност       | 2013.        | 1991.        | 1981.        | 1971.        |
| Хрвати             | 293 (60,66%) | 708 (67,49%) | 731 (69,68%) | 754 (71,80%) |
| Муслимани          | 186 (38,51%) | 326 (31,07%) | 316 (30,12%) | 294 (28,00%) |
| Срби               | 0            | 0            | 1 (0,09%)    | 1 (0,09%)    |
| Југословени        | —            | 10 (0,95%)   | 0            | 0            |
| остали и непознато | 4 (0,83%)    | 5 (0,47%)    | 1 (0,09%)    | 1 (0,09%)    |
| Укупно             | 483          | 1.049        | 1.049        | 1.050        |

## Извор
- Књига: „Национални састав становништва — Резултати за Републику по општинама и насељеним мјестима 1991.", статистички билтен бр. 234, Издање Државног завода за статистику Републике Босне и Херцеговине, Сарајево.
- интернет — извор, „Попис по мјесним заједницама“ — https://web.archive.org/web/20090520191154/http://www.fzs.ba/Podaci/nacion%20po%20mjesnim.pdf